# Adolfo Quirós
Adolfo Quirós (1853-1910) fue poeta y servidor público chileno. 
Nació en Santiago de Chile, Chile el primero de febrero de 1853. Fueron sus padres José D. Quiros y Cármen Cabreros. Hizo sus estudios de humanidades en el Instituto Nacional. Cursó leyes en la Universidad de Chile. Dedicado a la carrera administrativa, interrumpió sus estudios legales en 1879 por servir la secretaría particular del Ministerio de la Guerra en el curso de la contienda contra el Perú y Bolivia. En 1877 fue nombrado oficial de número del Ministerio del Interior, siendo Ministro Vicente Reyes. En 1879 fue ascendido al puesto de Jefe de Sección y nombrado por el presidente Aníbal Pinto secretario privado del Ministerio de la Guerra, imponiéndose una labor sumamente considerable con motivo de la campaña contra el Perú y Bolivia, desempeñando cargo de Ministros de Estado Belisario Prats, Antonio Varas, Manuel Recabarren y Domingo Santa María. En 1881 fue nombrado Intendente de la provincia de Maule, en cuyo cargo tuvo que presidir la elección de Jefe de la República, siendo electo Domingo Santa María. De regreso al Ministerio fue nombrado Director de la Imprenta Nacional cuando falleció Francisco Fernández Rodella. Como jefe de sección del Ministerio de José Manuel Balmaceda, le cupo la tarea de contribuir a la confección de la ley de elecciones de 1884 y a las leyes de registro y matrimonio civil y de cementerios. Para cooperar a la efectividad de estas leyes, fue elegido diputado suplente al Congreso por el departamento de Cachapoal, al crearse este departamento. En 1885 fue nombrado Intendente de la provincia de Arauco. Poco después fue nombrado funcionario de la Administración de la Aduana de Valparaíso, en cuyo puesto permaneció hasta 1891, del cual fue separado por la revolución de enero.
Adicto a la literatura y dotado de inspiración poética, se dedicó al cultivo de las letras en 1876, concurriendo como visitante a la Academia de Bellas Letras de Santiago. Sus lecturas en prosa y verso en dicha corporación literaria, han sido citadas en los Recuerdos Literarios de Lastarria. El Deber, de Valparaíso, de aquel año elogió con justiciera elevación su Canto a Cuba que leyó en dicha institución intelectual. Ha colaborado en diversas revistas y varias de sus poesías han sido premiadas en certámenes literarios. De preferencia han insertado sus composiciones, la Revista Chilena, El Pensamiento, Las Veladas Literarias, El Nuevo Ferrocarril, El Curioso Ilustrado, El Búcaro Santiaguino, La Lira Chilena y otros periódicos. Miembro y fundador de la Asociación de la Prensa, ha ocupado el puesto de confianza de tesorero del Directorio General, en todos sus períodos. En la primera velada literaria de esta corporación, leyó una poesía titulada La Inspiración. Falleció en 1910.